# Noizy
Ригељс Рајку (алб. Rigels Rajku; Сукт, 27. септембар 1986), познат као Noizy (транскр.  Нојзи), албански је репер. Један је од најпознатијих репера у Албанији.

## Биографија
Рођен је у мултирелигиозној албанској породици у Сукту, у тадашњој Народној Социјалистичкој Републици Албанији. Отац му је муслиман из Дебара, а мајка католкиња из Кроје. Године 1997. заједно са својом породицом побегао је у Лондон као избеглица да би избегао рат и сукобе везане за грађанске немире у Албанији. Одрастао је у четврти Вулвич у југоисточном Лондону, касније развио интересовање за бокс и уличне борбе.

## Контроверзе
Године 2017. на свом наступу у клубу вређао је и псовао Србе.

## Дискографија
Студијски албуми
- (2009)
- (2010)
- (2013)
- (2014)
- (2016)
- (2020)
- (2023)
- (2024)